# Bernard Accoyer

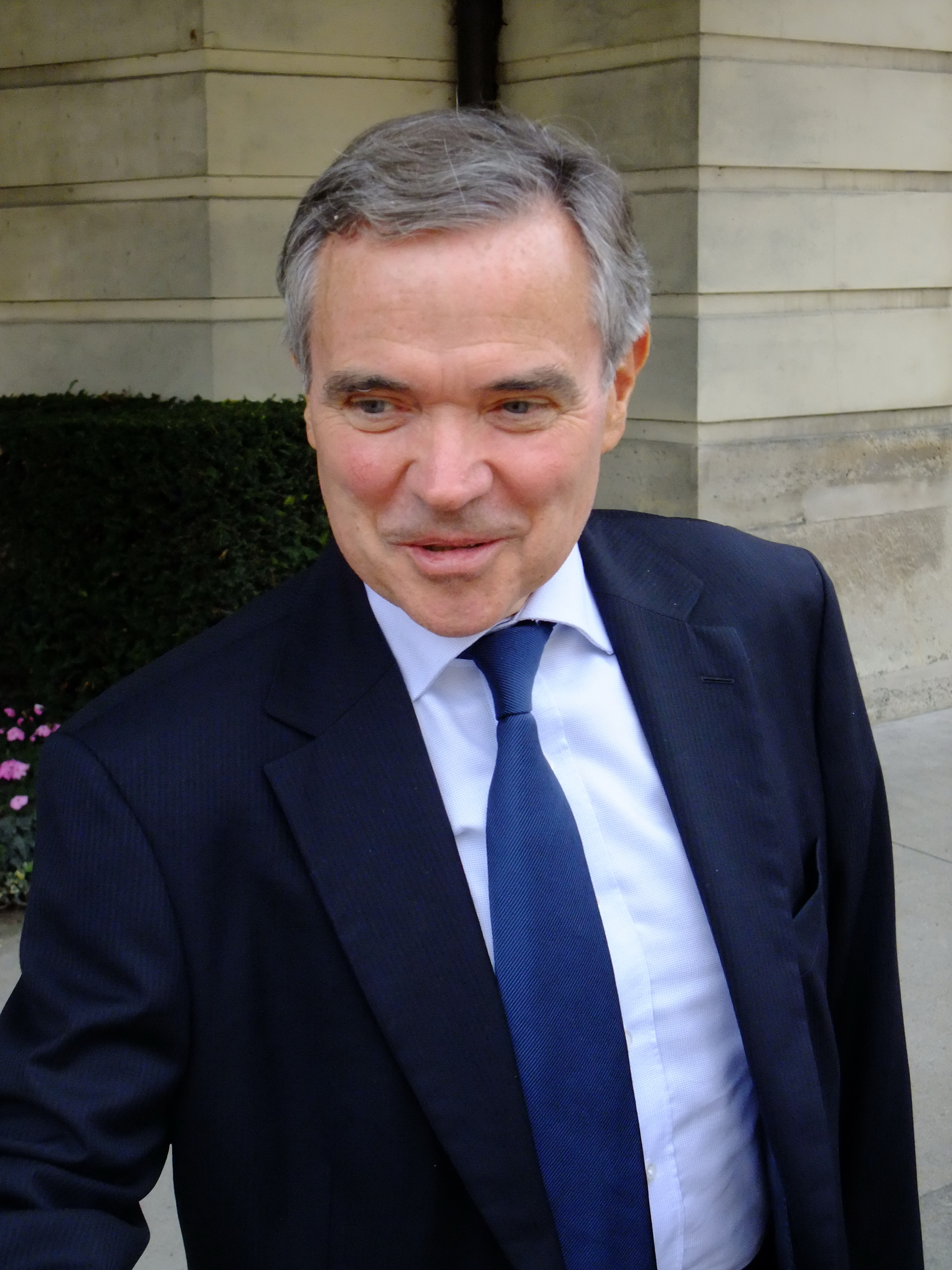
Bernard Accoyer (2009)

Bernard Accoyer (* 12. August 1945 in Lyon) ist ein französischer Politiker (RPR, UMP, Les Républicains). Er war von 1989 bis 2016 Bürgermeister von Annecy-le-Vieux und von 1993 bis 2017 Abgeordneter in der französischen Nationalversammlung. Von 2004 bis 2007 war er Vorsitzender der UMP-Fraktion, von Juni 2007 bis Juni 2012 Präsident der Nationalversammlung und von November 2016 bis Dezember 2017 Generalsekretär von Les Républicains.

## Leben
Bernard Accoyer ist ausgebildeter Facharzt für Hals-Nasen-Ohren-Heilkunde und promovierte 1976 an der Universität Joseph Fourier Grenoble I zum Doktor der Medizin. Seit 1971 ist er mit Charlotte Marie Jacquier verheiratet, mit der er drei Kinder hat. Sie wohnen in Veyrier-du-Lac, einem Vorort von Annecy, in den Savoyer Voralpen. Accoyer ist Oberst (colonel) der Reserve.
1981 wurde er Mitglied des neo-gaullistischen Rassemblement pour la République (RPR), 1986 übernahm er den Vorsitz des Parteiverbands im Département Haute-Savoie. Diese Position behielt er auch, als das RPR 2002 in der Mitte-rechts-Sammelpartei Union pour un mouvement populaire (UMP) aufging und als diese sich wiederum 2015 in Les Républicains umbenannte.
Accoyer gewann 1989 die Wahl zum Bürgermeister von Annecy-le-Vieux, gegen den bisherigen Amtsinhaber Jean Brocard (UDF). In diesem Amt wurde er viermal wiedergewählt. Er übte es bis Ende 2016 aus, als die Gemeinde infolge einer Verwaltungsreform aufgelöst und zum Ortsteil der Stadt Annecy wurde. Von 1992 bis 1998 gehörte Accoyer zusätzlich dem Generalrat des Départements Haute-Savoie an
Bei der Parlamentswahl 1993 löste Accoyer Brocard auch als Abgeordneter des ersten Wahlkreises von Haute-Savoie in der Nationalversammlung ab. Bei allen folgenden Wahlen wurde er bestätigt, bis er 2017 aus dem Parlament ausschied. Accoyer wurde zunächst stellvertretender Vorsitzender der Fraktion der UMP in der Nationalversammlung, ab 2004 dann Vorsitzender. Schon vor der Parlamentswahl 2007 gab er seine Kandidatur für die Präsidentschaft der Nationalversammlung für die kommende Legislaturperiode bekannt. Im Nominierungsverfahren der UMP setzte er sich gegen den bisherigen Präsidenten Patrick Ollier durch und wurde in der konstituierenden Sitzung der 13. Nationalversammlung am 26. Juni 2007 mit 314 Stimmen zum Präsidenten der Nationalversammlung gewählt. Seine sozialistische Gegenkandidatin Marylise Lebranchu erreichte 216 Stimmen. Accoyer kandidierte auch für die Präsidentschaft der 14. Nationalversammlung, unterlag aber mit 185 Stimmen Claude Bartolone (298 Stimmen), der von der sozialistischen Mehrheitsfraktion vorgeschlagen worden war.
Am 29. November 2016 wurde Accoyer auf Vorschlag des Präsidentschaftskandidaten François Fillon zum Generalsekretär der Partei Les Républicains (neuer Name der UMP) ernannt. Da das Amt des Parteipräsidenten in dieser Zeit vakant war, wurde die Partei faktisch von Accoyer geführt. Seine Amtszeit endete mit der Wahl von Laurent Wauquiez zum Parteipräsidenten am 10. Dezember 2017. Dieser machte Annie Genevard zu seiner Generalsekretärin. Accoyer beendete anschließend seine politische Karriere.